# بورس کالای ایران
بورس کالای ایران (به انگلیسی: Iran Mercantile Exchange) به داد و ستد نقد، نسیه و سلف انواع محصولات صنعتی و کشاورزی در ایران می‌پردازد و راه‌اندازی معاملات ابزارهای مشتقه و به ویژه قراردادهای آتی را در برنامه‌های پیش روی خود دارد.

## تاریخچه
نیاز به ایجاد بازار شفاف جهت تسهیل معاملات و کشف نرخ قیمت کالاهای اساسی و مواد اولیه واسطه‌ای بر اساس مکانیزم عرضه و تقاضا، ایجاد ابزارهای مدیریت ریسک قیمت و تأمین مالی بازار کالایی و تضمین تعهدات طرفین معامله به منظور دستیابی به اثرات مثبت این مهم در توسعه اقتصادی، دولت و مجلس شورای اسلامی را بر آن داشت تا بستر قانونی لازم جهت تأسیس و راه‌اندازی بورس‌های کالایی را در ایران فراهم‌سازند. در پی این امر، سازمان کارگزاران بورس فلزات تهران در شهریور ماه سال ۱۳۸۲ به عنوان اولین بورس کالای کشور فعالیت خود را آغاز کرد و پس از آن نیز سازمان کارگزاران بورس کالای کشاورزی در شهریور ماه سال ۱۳۸۳ شروع به فعالیت نمود. با بازنگری و تصویب قانون بازار اوراق بهادار جمهوری اسلامی ایران در سال ۱۳۸۴ و تصمیم شورای عالی بورس، سرانجام بورس‌های فلزات و کشاورزی در یکدیگر ادغام و بورس واحدی با عنوان بورس کالای ایران تشکیل شد و از ابتدای مهرماه سال ۱۳۸۶ فعالیت خود را آغاز کرد. طبق قانون بازار اوراق بهادار کلیه معاملات در بورس کالای ایران تحت نظارت سازمان بورس و اوراق بهادار انجام می‌شود. از بنیانگذاران بورس کالا می‌توان به سید ابراهیم عنایت اشاره کرد که قدیمی‌های بازار سرمایه محسوب می‌شوند.

## ارکان شرکت بورس کالای ایران
ارکان شرکت بورس کالای ایران ( سهامی عام ) عبارتند از:
- مجامع عمومی
- هیات مدیره
- مدیر عامل
- بازرس/حسابرس

## روش‌ها و ابزارهای معاملاتی بورس کالای ایران

### بازار فیزیکی
معاملات کالای فیزیکی در بورس کالای ایران به روش مزایده انجام‌می‌شود. مزایده یا حراج به نوعی از معامله گفته می‌شود که در ابتدا فروشنده حداقل قیمتی را که حاضر است کالای خود را بفروشد اعلام می‌کند. سپس خریداران در صورت تمایل، قیمتی بالاتر از قیمت نهایی را جهت خرید پیشنهاد می‌کنند. در نهایت کالا به پیشنهاد دهنده بالاترین قیمت فروخته می‌شود. در واقع حراج، سازوکاری برای دادوستد کالا بر پایه انطباق سفارش‌های خرید و فروش مشتریان با در نظر گرفتن اولویت قیمت و زمان است.
انواع قراردادهای مورد معامله در بازار فیزیکی:
- قرارداد نقدی: قراردادی است که طی آن پرداخت بهای کالای مورد معامله و تحویل آن در هنگام معامله انجام‌می‌شود.
- قرارداد نسیه: قراردادی است که طی آن کالا در هنگام معامله تحویل و بهای آن در تاریخ سررسید پرداخت می‌گردد.
- قرارداد سلف: قراردادی است که طی آن کالا با قیمت معین در زمانی مشخص در آینده تحویل گردیده و بهای آن در هنگام معامله پرداخت‌می‌گردد.

معاملات در بازار فیزیکی در دو رینگ داخلی و صادراتی صورت می‌پذیرد.
- رینگ داخلی عبارت است از جلسه معاملاتی بورس برای معامله کالاهایی که مقصد آن‌ها صرفاً بازار هدف داخل ایران است.
- رینگ صادراتی عبارت است از جلسه معاملاتی بورس برای معامله کالاهایی که مقصد آن‌ها صرفاً بازار هدف بین‌المللی است.

### بازار فرعی
در این بازار کالاهایی که به دلایلی نظیر عدم تداوم عرضه، نیاز به بازدید حضوری کالا جهت احراز کمیت یا کیفیت توسط متقاضی خرید، قابل اتکا نبودن نرخ کشف شده در بورس به واسطه سهم پایین معامله در بورس نسبت به کل بازار محصول و درخواست تسویه خارج از پایاپای معامله توسط عرضه‌کننده امکان‌پذیرش و معامله در بازار فیزیکی را ندارند قابل پذیرش و معامله می‌باشد و همانند بازار فیزیکی امکان معامله انواع قراردادها در دو رینگ داخلی و صادراتی بر روی سه دسته محصولات صنعتی و معدنی، فراورده‌های نفتی و پتروشیمی و محصولات کشاورزی وجود دارد.

### بازار مشتقه
این بازار شامل معاملات قراردادهای آتی و اختیار معامله می‌باشد:
- قرارداد آتی: فروشنده متعهد می‌شود در سررسید معین، مقدار معینی از کالای مشخص را به قیمتی که الان تعیین می‌کنند بفروشد و در مقابل طرف دیگر قرارداد متعهد می‌شود، آن کالا را با آن مشخصات خریداری کند و برای جلوگیری از امتناع طرفین از انجام قرارداد، طرفین به صورت شرط ضمن عقد متعهد می‌شوند مبلغی را به عنوان وجه تضمین نزد اتاق پایاپای بورس بگذارند و متعهد می‌شوند متناسب با تغییرات قیمت آتی، وجه تضمین را تعدیل کنند و اتاق پایاپای از طرف آنان وکالت دارد متناسب با تغییرات، بخشی از وجه تضمین هر یک از طرفین را در اختیار دیگری قرار دهد و او حق استفاده از آن را خواهد داشت تا در سررسید با هم تسویه کنند. مشخصات این قرارداد بر روی یک دارایی مشخص، یکسان می‌باشد و توسط بورس پیشنهاد و به تصویب هیئت پذیرش می‌رسد.
- قرارداد اختیار معامله: تفاوت این اوراق با معاملات آتی در این است که در قرارداد آتی دو طرف متعهد به خرید و فروش دارایی در سررسید هستند اما در این اوراق یک نفر متعهد است (فروشنده اختیار که پول آن را گرفته‌است) و دیگری دارای اختیار (خریدار اختیار که پول آن را به فروشنده داده‌است). فروشنده اوراق متعهد می‌شود در صورت درخواست خریدار، تعداد مشخصی از دارایی پایه را به قیمت اعمال (قیمت معین معامله در آینده که الان تعیین شده‌است) معامله کند. برای جلوگیری از امتناع فروشنده اختیار از انجام تعهدش، فروشنده مبلغی را به عنوان وجه تضمین نزد اتاق پایاپای بورس قرار می‌دهد و متناسب با تغییرات قیمت اوراق اختیار معامله، آن را تعدیل کند. اوراق اختیار در بازار ثانویه قابل خرید و فروش می‌باشند. اوراق اختیار معامله می‌تواند به دو نوع اختیار فروش یا اختیار خرید تقسیم گردد. در اختیار خرید، خریدار حق خرید یک کالا را در آینده از فروشنده اختیار دارد و فروشنده اختیار متعهد است در صورت درخواست خریدار کالا را به قیمت توافق شده به او بفروشد. در اختیار فروش، خریدار حق فروش یک کالا را در آینده به فروشنده اختیار دارد و فروشنده اختیار متعهد است در صورت درخواست خریدار کالا را به قیمت توافق شده از او بخرد.

### بازار مالی
- قرارداد سلف موازی استاندارد: فروشنده کالا در قالب این اوراق، همانند قرارداد سلف بهای کالایی را که در آینده تحویل خواهد داد، به صورت نقد دریافت می‌کند. این اوراق برخلاف قرارداد سلف، بازار ثانویه دارد و دارنده اوراق می‌تواند قبل از سررسید این اوراق را در بورس به فروش رساند.
- گواهی سپرده کالایی: گواهی سپرده کالایی ورقه بهاداری است که موید مالکیت دارنده آن بر مقدار معینی کالای سپرده شده به انبار پذیرش شده در بورس کالا است و پشتوانه آن قبض انبار صادر شده توسط انباردار است. انباردار پس از ارزیابی کمی و کیفی کالای مشتری برای وی قبض انبار صادر می‌نماید. مشتری با سپرده کردن این قبض نزد اتاق پایاپای، می‌تواند این گواهی سپرده کالایی را که به پشتوانه قبض انبار صادر می‌شود در بازار ثانویه معامله نماید. مالک گواهی در طول مهلت نگهداری کالا، هر زمان که خواست می‌تواند به انبار مراجعه و کالا را از انبار تحویل‌گیرد.
- صندوق سرمایه‌گذاری کالایی: صندوق کالایی با جذب سرمایه از طریق فروش واحدهای سرمایه‌گذاری، منابع جذب شده را بر روی اوراق‌بهادار مبتنی بر کالا سرمایه‌گذاری می‌کند. صندوق کالایی به سرمایه‌گذاران این امکان را می‌دهد که به جای خرید و نگهداری کالای مورد نظر و تحمل هزینه‌های حمل و نقل، انبارداری و خسارت‌های احتمالی آن، اوراق این صندوق‌ها را خریداری نمایند. به عبارت دیگر، این صندوق‌ها بخش قابل ملاحظه‌ای از وجوه گردآوری شده خود را به سرمایه‌گذاری در کالایی خاص اختصاص می‌دهند و علاقه‌مندان به سرمایه‌گذاری در آن کالای خاص اقدام به خرید واحدهای این صندوق‌ها می‌کنند.

## محصولات معامله‌شده در بورس کالای ایران
| عنوان بازار  | نوع محصول یا ابزار       | کالاهای شاخص |
| بازار فیزیکی | محصولات صنعتی و معدنی    | فولاد، مس، آلومینیوم، سنگ آهن، روی، کنسانتره و غیره                                                                     |
| بازار فیزیکی | محصولات کشاورزی          | برنج طارم، جو، ذرت، گندم، شکر، روغن خام، کنجاله‌ها، مرغ منجمد و غیره                                                     |
| بازار فیزیکی | محصولات پتروشیمی         | شیمیایی، پلیمر، گازها و خوراک‌ها و غیره                                                                                  |
| بازار فیزیکی | محصولات فراورده‌های نفتی  | روغن، قیر، وکیوم باتوم، گوگرد، لوب‌کات، سلاپس واکس، عایق رطوبتی و غیره                                                   |
| بازار فرعی   | بازار فرعی               | انواع محصولات تک‌محموله‌ای از قبیل: فولاد، ضایعات، پلیمر، شیمیایی، روی، معدنی، سولفات، آهک، صنعتی، خوراک، مس و غیره،خودرو |
| بازار مشتقه  | قراردادهای آتی           | سکه طلا، زعفران، زیره سبز                                                                                               |
| بازار مشتقه  | قراردادهای اختیار معامله | سکه طلا، زعفران |
| بازار مالی   | سلف موازی استاندارد      | سیمان، فولاد، پلی‌اتیلن، سنگ‌آهن، کنسانتره سنگ‌آهن، مرغ منجمد، گندم، اوره، پی وی سی                                        |
| بازار مالی   | گواهی سپرده کالایی       | سکه طلا،نقره، زعفران، ذرت، جو، پسته، زیره سبز، برنج                                                                     |
| بازار مالی   | صندوق سرمایه‌گذاری        | طلا(شامل شمش سکه) |

براساس اطلاعیه مدیریت پذیرش بورس کالای ایران، پذیرش کالاها و محصولات یاد شده پس از بررسی مدارک و مستندات در چهارصد و چهلمین جلسه کمیته عرضه در تاریخ ۳۰ بهمن‌ماه به تصویب رسید.
به این ترتیب کالاهای زیر در بازار اصلی پذیرش شدند:
کالای قیر، تولید شرکت ایساتیس دیزل پارت
میلگرد فولادی به مقدار۱۰۰ هزار تن، تولید شرکت نورد میلگرد کاسپین، عرضه‌کننده شرکت آرتا فولاد آریا
کالای قیر، تولید شرکت آریا نفت جی
کالای تختال به مقدار ۱۹۲ هزار تن، تولید شرکت فولاد جهان آرا اروند، عرضه کننده شرکت تامین تجارت آذرخش
همچنین کالاهای زیر در بازار فرعی پذیرش شدند:
کالای شمش نقره کم عیار به مقدار .... کیلوگرم، تولید شرکت تهیه و تولید مواد معدنی ایران
کالای لوله مسی به مقدار ۲ هزار تن، تولید شرکت بابک مس ایرانیان
کالای تیشو به مقدار ۳ هزار تن، تولید شرکت حریر خوزستان
کالای ضایعات ته تاندیش به مقدار ۶ هزار تن، تولید شرکت فولاد کاوه جنوب کیش
کالای نرمه گندله به مقدار ۳۰۰ هزار تن، تولید شرکت صنعتی و معدنی توسعه فراگیر سناباد
کالای لوله فولادی به مقدار ۲۸ هزار تن، تولید شرکت گروه صنعتی درپاد تبریز
کالای پودر گندله به مقدار ۳۰۰ هزار تن، تولید شرکت صنعتی و معدنی توسعه فراگیر سناباد
کالای ضایعات ته پاتیل به مقدار ۸ هزار و ۵۰۰ تن، تولید شرکت فولاد کاوه جنوب کیش
کالای مقاطع برنجی به مقدار ۳ هزار تن، تولید شرکت صنایع مس شهید باهنر

## ساعت و روزهای معامله صندوق‌های کالایی
صندوق‌های طلا از روز شنبه تا چهارشنبه معامله می‌شوند. از ساعت 11.30 تا ساعت 12 این صندوق‌ها در وضعیت پیش‌گشایش قرار دارند سپس معاملات تا ساعت 18 بصورت پیوسته ادامه دارد.
صندوق‌های زعفران نیز از روز شنبه تا چهارشنبه معامله می‌شوند اما ساعت شروع این صندوق‌ها از ساعت 8.45 تا 9 صبح بصورت پیش‌گشایش قراردارند و معاملات تا ساعت 15 بصورت پیوسته ادامه دارد.

## قوانین مرتبط با معاملات در بورس کالای ایران
۱. قانون بازار اوراق‌بهادار جمهوری اسلامی ایران: این قانون که در سال ۱۳۸۴ به تصویب مجلس شورای اسلامی رسیده‌است مبنای عمل در بازار سرمایه ایران می‌باشد که بورس کالای ایران نیز به عنوان بخشی از بازار سرمایه تابع آن می‌باشد.
۲. ماده ۱۷ قانون "توسعه ابزارها و نهادهای مالی جدید در راستای تسهیل اجرای سیاست‌های کلی اصل چهل و چهارم قانون اساسی: خرید و فروش کالاهای پذیرفته شده در بورس‌های کالایی که با رعایت مقررات حاکم بر آن بورسها مورد دادوستد قرار می‌گیرند توسط وزارتخانه‌ها، سازمان‌ها، نهادها و دستگاه‌های دولتی و عمومی و دستگاه‌های اجرایی نیاز به برگزاری مناقصه یا مزایده و تشریفات مربوط به آن‌ها ندارد.
۳. ماده ۱۸ قانون "توسعه ابزارها و نهادهای مالی جدید در راستای تسهیل اجرای سیاست‌های کلی اصل چهل و چهارم قانون اساسی: دولت مکلف است کالای پذیرفته شده در بورس را از نظام قیمت‌گذاری خارج نماید. تبصره – دارو از شمول این ماده مستثنی است.
۴. ماده ۶ قانون "توسعه ابزارها و نهادهای مالی جدید در راستای تسهیل اجرای سیاست‌های کلی اصل چهل و چهارم قانون اساسی: معادل ده درصد (۱۰٪) از مالیات بر درآمد حاصل از فروش کالاهایی که در بورس‌های کالایی پذیرفته شده و به فروش می‌رسد با تأیید سازمان بخشوده می‌شود.
۵. ماده ۳۳ قانون افزایش بهره‌وری بخش کشاورزی و منابع طبیعی: از تاریخ تصویب این قانون، علاوه بر اجراء قانون خرید تضمینی محصولات کشاورزی، در قالب بودجه‌های سنواتی و اعتبار مصوب، سیاست قیمت تضمینی نیز برقرار می‌شود. تولیدکنندگان محصولات کشاورزی می‌توانند محصولات خود را در بازار بورس تخصصی کالای کشاورزی عرضه نمایند. در صورت کاهش قیمت بورس نسبت به قیمت تضمینی اعلام شده از سوی دولت، مابه التفاوت آن توسط دولت به تولیدکنندگان پرداخت می‌گردد. وزارت جهاد کشاورزی مکلف است هر ساله متناسب با شرایط تولید و بازار، محصولات تحت سیاست خرید و قیمت تضمینی را انتخاب و اعلام نماید. آیین‌نامه اجرایی این ماده حداکثر شش ماه پس از تصویب این قانون به پیشنهاد وزارت جهاد کشاورزی به تصویب هیئت وزیران می‌رسد.
۶. تبصره ۴ ماده ۶ قانون افزایش بهره‌وری بخش کشاورزی و منابع طبیعی: به منظور حمایت از بهره‌برداران و مصرف‌کنندگان و شفافیت قیمت‌ها و ایجاد تعادل در بازار محصولات و تولیدات کشاورزی، خرید و فروش نهاده‌ها و محصولات تولیدی، در صورتی که از اقلام قابل معامله در بورس کالا باشد، باید از طریق شرکت در بورس کالا انجام شود.
۷. بند ۲ تبصره ۴ ماده ۱۹ قانون رفع موانع تولید رقابت پذیر و ارتقای نظام مالی کشور: در مورد معاملات بانک‌ها و مؤسسات مالی یا اعتباری مجاز، هرگاه مال مورد وثیقه به مبلغ پایه کارشناسی رسمی دادگستری مرضی‌الطرفین خریداری نداشته باشد، به تقاضای بستانکار و ضمن اخطار به تسهیلات گیرنده و راهن، مهلت دوماهه داده می‌شود تا طلب بانک یا مؤسسه مالی یا اعتباری را پرداخت کند یا ملک مورد وثیقه را با پرداخت تمام یا بخشی از طلب بانک تا سقف مبلغ پایه مزایده فک رهن کند. چنانچه ظرف مدت مذکور طلب بستانکار پرداخت نشود، مال مورد مزایده به بالاترین مبلغ پیشنهادی مشروط بر اینکه کمتر از هفتاد درصد (۷۰٪) مبلغ پایه مزایده نباشد، به فروش رسیده و طلب بستانکار وصول می‌شود. در صورتی که در مزایده اول، مال مورد مزایده به فروش نرسد، تکرار مزایده با قیمت کارشناسی جدید بلامانع است. هر گاه ارزش مال مورد وثیقه بیشتر از ارزش مورد مطالبه بانک باشد، تملک دارایی مورد وثیقه به اختیار بانک می‌باشد و الزامی در تملک ندارد. درصورت عدم وصول کامل طلب از این طریق، حق پیگیری وصول باقی‌مانده مطالبات از روش‌های قانونی برای بستانکار محفوظ است. در اجرای این تبصره استفاده از سازوکارهای بورس کالا در اولویت قرار دارد.
۸. بند الف ماده ۳۲ قانون برنامه پنج‌ساله ششم توسعه جمهوری اسلامی ایران: به منظور کاهش التهابات بازار کالاهای اساسی کشاورزی و کاهش نوسان غیرعادی فصلی محصولات کشاورزی و به‌منظور کاهش بار مالی دولت برای تأمین نقدینگی در گردش و هزینه تبعی مورد استفاده در سیاست‌های تنظیم بازار و تأمین ذخایر محصولات راهبردی (استراتژیک)، شرکت بازرگانی دولتی ایران یا هریک از شرکت‌های دولتی مسئول تنظیم بازار هر محصول به تشخیص وزارت جهاد کشاورزی، حسب مورد، بر اساس برآوردهای ماهانه، فصلی و سالانه عرضه داخلی و تقاضای هر یک از محصولات، نسبت به اتخاذ موقعیت مناسب خرید یا فروش در قراردادهای سلف و ابزارهای مالی موضوع بند (۲۴) ماده (۱) قانون بازار اوراق بهادار جمهوری اسلامی ایران مصوب ۰۱/۰۹/۱۳۸۴ بر روی هر یک از دارایی‌های مشمول صدر این بند در چارچوب مقررات بازار سرمایه اقدام می‌نمایند.

### سیاست قیمت تضمینی در بورس کالای ایران
یکی از سیاست‌های حمایتی دولت برای کشاورزان، جایگزینی سیاست خرید تضمینی با سیاست قیمت تضمینی است که در ماده ۳۳ قانون افزایش بهره‌وری بخش کشاورزی و منابع طبیعی به آن اشاره شده‌است. بر این اساس تولیدکنندگان محصولات‌کشاورزی می‌توانند محصولات خود را در بورس کالای ایران عرضه نمایند. در صورت کاهش قیمت بورس نسبت به قیمت تضمینی اعلام‌شده از سوی دولت، مابه‌التفاوت آن توسط دولت به تولیدکنندگان پرداخت می‌گردد.
علی‌رغم تصویب قانون مذکور در سال ۱۳۸۸، اجرای آزمایشی این سیاست در سال ۱۳۹۴ در بورس کالای ایران بر روی دو محصول جو دامی استان کرمانشاه و ذرت دانه‌ای استان خوزستان آغاز شد. در سال ۱۳۹۵ با توجه به نتایج حاصل از تجربه موفق اجرای آزمایشی سال ۱۳۹۴، جو دامی و ذرت دانه‌ای کل کشور در قالب سیاست قیمت تضمینی در بورس کالای ایران معامله شد. در سال ۱۳۹۶ علاوه بر جو دامی و ذرت دانه‌ای کل کشور، گندم استان‌های اردبیل، مرکزی، خراسان جنوبی و زنجان نیز وارد طرح قیمت تضمینی شد.
جهت اجرای ماده ۳۳ قانون افزایش بهره‌وری بخش کشاورزی و منابع طبیعی، ۷۳ انبار محصولات کشاورزی در سال ۱۳۹۵ در استان‌های تهران، قزوین، کردستان، کرمانشاه، فارس و خوزستان برای معامله محصولات جو دامی و ذرت دانه‌ای از طریق گواهی سپرده کالایی پذیرش کرده‌است.

### تغییر سقف موقعیتهای تعهدی باز خریداران آتی سکه طلا
در تاریخ ۱۳۹۷/۰۲/۰۱ بورس کالا با انتشار اطلاعیه‌ای با تغییر دادن مشخصات قرارداد آتی سکه طلا سقف موقعیتهای باز خریداران حقیقی را از ۱٬۰۰۰ قرارداد به ازای هر مشتری به ۴۰۰ قرارداد کاهش داد. همچنین سقف موقعیتهای باز خریداران حقوقی را با سقف مشتریان حقیقی برابر کرد. پیش از این مشتریان حقوقی می‌توانستند نسبت به سرمایه ثبتی شرکت تا به اندازه ۱۰٪ موقعیتهای باز موجود در هر سر رسید موقعیت بازخرید داشته باشند (۱۷٬۰۰۰ موقعیت باز در روز اعلام این قانون جدید). در این اطلاعیه خریداران موظف شدند ظرف سه روز کاری تمامی موقعیتهای مازاد خود را ببندند در غیر اینصورت کارگزاران مکلف به بستن موقعیتهای تعهدی مازاد مشتریان خود در روز چهارم بودند. این در حالی بود که سقف مجاز موقعیتهای معاملاتی باز فروش چه برای مشتری حقیقی و چه برای مشتری حقوقی تغییری نکرد.
همچنین در تاریخ ۱۳۹۷/۰۲/۲۰ بورس کالا با انتشار اطلاعیه دیگری مجدداً سقف موقعیتهای بازخرید برای مشتریان حقیقی و حقوقی را کاهش داد. به این ترتیب هر مشتری که قبلاً می‌توانست تا ۴۰۰ قرارداد بازخرید داشته باشد پس از این قانون فقط می‌توانست ۱۰۰ موقعیت بازخرید را نگه دارد. در این اطلاعیه خریداران موظف شدند ظرف یک روز کاری تمامی موقعیتهای مازاد خود را ببندند در غیر اینصورت کارگزاران مکلف به بستن موقعیتهای تعهدی مازاد مشتریان خود در روز دوم بودند. این در حالی بود که سقف مجاز موقعیتهای معاملاتی باز فروش چه برای مشتری حقیقی و چه برای مشتری حقوقی تغییری نکرد.
در حال حاضر سقف موقعیتهای تعهدی باز به شرح زیر می‌باشد:
| مشتری       | نوع موقعیت | سقف کل موقعیتهای باز          | سقف کل موقعیتهای باز در هر نماد                   |
| ----------- | ---------- | ----------------------------- | ------------------------------------------------- |
| اشخاص حقیقی | فروش       | ۱٬۰۰۰                         | ۵۰۰                                               |
| اشخاص حقیقی | خرید       | ۱۰۰                           | ۵۰                                                |
| اشخاص حقوقی | فروش       | ۱۰٪ موقعیتهای تعهدی باز بازار | ۵۰۰ و قابل افزایش تا ۱۰٪ موقعیتهای تعهدی باز نماد |
| اشخاص حقوقی | خرید       | ۱۰۰                           | ۵۰                                                |

## مدیریت
این شرکت از نوع سهامی عام است و اداره آن بر عهده هیئت مدیره‌ای غیرموظف مرکب از هفت شخص است که مجمع عمومی عادی با توجه به اساسنامه، قانون تجارت و ضوابط سازمان بورس و اوراق بهادار برای مدت دو سال انتخاب می‌کند.

## قراردادهای قابل معامله در بورس کالا[۹]
همه داد و ستدها در بورس کالا در قالب قراردادهای استاندارد انجام می‌گیرد. به‌طور کلی، قراردادهای زیر برای داد و ستد هر کالا وجود دارد:
1. قرارداد نقدی (spot): خریدار کل مبلغ قرارداد را به همراه کارمزد کارگزار، نقدی پرداخت می‌کند و فروشنده می‌بایست حداکثر ظرف سه روز، کالای مورد معامله را به خریدار تحویل دهد.
2. قرارداد سلف (forward): خریدار کل مبلغ را در زمان انجام معامله پرداخت می‌کند و فروشنده متعهد می‌شود کالا را در تاریخ و زمان معین به خریدار تحویل دهد.
3. قرارداد نسیه (credit): خریدار کالا را فوراً تحویل می‌گیرد و بهای آن در تاریخ سررسید، به فروشنده پرداخت می‌کند.
4. قرارداد آتی (future): فروشنده مطابق قرارداد صلح، مقدار معینی از دارایی مشخص را در مقابل مبلغی معین به دیگری صلح می‌کند. فروشنده دارایی مورد مصالحه را در سررسید مشخص تحویل می‌دهد و خریدار نیز مبلغ مورد مصالحه را در سررسید می‌پردازد. طرفین در قالب شرط ضمن عقد به اتاق پایاپای وکالت می‌دهند که از وجه‌الضمان آن‌ها متناسب با نوسانات قیمت در بورس به طرف دیگر اباحه تصرف کند. هر یک از طرفین می‌توانند قبل از سررسید با انعقاد قرارداد صلح دیگری، شخص ثالثی را جایگزین خود در قرارداد صلح اولیه نمایند و پس از تسویه، از قرارداد خارج شوند. کلیه قراردادها در زمان سررسید مقرر تسویه خواهند شد.
5. قرارداد اختیار معامله (option): که خود بر دو نوع اختیار خرید و اختیار فروش است:

آ) قرارداد اختیار خرید: عرضه‌کننده کالا، حق خرید مقدار معینی از کالایی مشخص و منطبق با استاندارد بورس را در زمان معین و با قیمت مشخص به طرف قرارداد مصالحه می‌نماید، بدون آنکه طرف دیگر ملزم به خرید آن باشد.
ب) قرارداد اختیار فروش: قراردادی است که به عنوان شرط ضمن عقد لازم که به موجب آن (خریدار) حق فروش مقدار معینی از کالایی مشخص و منطبق با استاندارد بورس را در زمان معین و با قیمت مشخص با طرف دیگر مصالحه می‌نماید بدون آنکه طرف دیگر (فروشنده) ملزم به فروش آن باشد.
1. قرارداد صلح (swap)
2. قراردادهای خاص موضوع ماده ۱۰ قانون مدنی: بورس کالای ایران در صدد آن است که پس از انجام مراحل کارشناسی حقوقی این نوع قراردادها را اجرا کند.
3. قرارداد معاوضه: مبادله یک دارایی فیزیکی یا یک تعهد در برابر یک دارایی فیزیکی یا تعهدی دیگر، به منظور تمدید یا کاهش زمان سررسید معامله یا افزایش (کاهش) نرخ برگه‌های معاملاتی جهت حداکثر نمودن درآمد معاملاتی یا کاهش هزینه‌های مالی آن.

### شرایط قراردادهای قابل معامله در بورس کالا[۹]
در انعقاد هر کدام از قراردادها موارد زیر باید تعیین شود:
1. مشخصات کالا و نوع قرارداد مورد معامله
2. مقدار کالای مورد معامله
3. واحد اندازه‌گیری کالای مورد معامله
4. زمان معامله (روز و ساعت)
5. استاندارد و ابعاد کالا
6. تاریخ تحویل
7. استاندارد تحویل و نوع بسته‌بندی
8. انبار یا محل تحویل
9. واحد پول

## مراحل داد و ستد در بورس کالا[۱۰]
- انتخاب کارگزار
- تکمیل فرم ثبت سفارش نزد کارگزار و پیشنهاد قیمت
- واریز حداقل سپرده مورد نیاز معامله به حساب کارگزار نزد اتاق پایاپای
- انتقال سفارش مشتری به تالار معاملات توسط کارگزار
- شرکت در حراج توسط کارگزار و انجام معامله در تالار
- واریز باقی‌مانده وجه معامله پس از کسر سپرده اولیه به حساب کارگزار نزد اتاق پایاپای
- تسویه اسنادی معاملات در اتاق پایاپای و صدور اسناد معاملاتی
- تسویه مالی معاملات در اتاق پایاپای
- نقل و انتقال وجوه پس از کسر هزینه‌ها به حساب معامله‌گران از طریق حساب بانکی

## کارگزاران عضو شرکت بورس کالای ایران
اولین گام برای خرید و فروش کالا در بورس کالای ایران مراجعه مشتری به یکی از شرکت‌های کارگزاری پذیرفته شده در بورس کالای ایران و ارائه درخواست پذیرش برای فروش کالا از طریق کارگزار به بورس و درخواست اخذ کد مشتری توسط کارگزار از بورس یا اتاق پایاپای برای خرید کالا می‌باشد. پس از پذیرش کالای متقاضی فروش و اخذ کد برای متقاضی خرید، خریدار و فروشنده پس از تودیع تضمین‌های لازم، سفارش‌ها خرید و فروش خود از طریق کارگزار خود به بازار منتقل می‌نمایند. تا پایان سال ۱۳۹۵ تعداد ۸۳ کارگزاری به شرح جدول ذیل از سازمان بورس و اوراق بهادار مجوز فعالیت در بورس کالای ایران را اخذ نموده‌اند. این شرکت‌های کارگزاری جمعاً دارای ۶۸۳ مجوز فعالیت در بخش‌های فلزات، فراورده‌های نفتی و پتروشیمی، کشاورزی، سیمان، قرارداد آتی، سلف موازی استاندارد فلز، سلف موازی استاندارد پتروشیمی، سلف موازی استاندارد کشاورزی، سلف موازی استاندارد سیمان، معاملات برخط قرارداد آتی، گواهی سپرده کالایی فلزی، گواهی سپرده کالایی کشاورزی، گواهی سپرده کالایی فراورده‌های نفتی و پتروشیمی، گواهی سپرده کالایی سیمان و مشاور پذیرش می‌باشند.
| ردیف | نام کارگزاری           | ردیف | نام کارگزاری      | ردیف | نام کارگزاری         | ردیف | نام کارگزاری           |
| ۱    | آبان                   | ۲۲   | بانک پاسارگاد     | ۴۳   | پارس ایده بنیان      | ۶۴   | سهام گستران شرق        |
| ۲    | آپادانا                | ۲۳   | بانک تجارت        | ۴۴   | پارس نمودگر          | ۶۵   | سهم آشنا               |
| ۳    | آتی ساز بازار          | ۲۴   | بانک توسعه صادرات | ۴۵   | پارسیان              | ۶۶   | سیماب گون              |
| ۴    | آراد ایرانیان          | ۲۵   | بانک خاورمیانه    | ۴۶   | پگاه یاوران نوین     | ۶۷   | سی و لکس کالا          |
| ۵    | آرمان تدبیر نقش جهان   | ۲۶   | بانک دی           | ۴۷   | پویان                | ۶۸   | سینا                   |
| ۶    | آریا نوین              | ۲۷   | بانک رفاه کارگران | ۴۸   | تأمین سرمایه نوین    | ۶۹   | شهر                    |
| ۷    | آرمون بورس             | ۲۸   | بانک سامان        | ۴۹   | تدبیر گران فردا      | ۷۰   | صبا جهاد               |
| ۸    | آفتاب درخشان خاورمیانه | ۲۹   | بانک سپه          | ۵۰   | تدبیرگر سرمایه       | ۷۱   | فارابی                 |
| ۹    | آگاه                   | ۳۰   | بانک صادرات       | ۵۱   | توازن بازار          | ۷۲   | فولاد مبنا             |
| ۱۰   | آینده نگر خوارزمی      | ۳۱   | بانک صنعت و معدن  | ۵۲   | توسعه اندیشه دانا    | ۷۳   | کالای خاورمیانه        |
| ۱۱   | اردیبهشت ایرانیان      | ۳۲   | بانک کارآفرین     | ۵۳   | توسعه سرمایه دنیا    | ۷۴   | گنجینه سپهر پارت       |
| ۱۲   | ارگ هومن               | ۳۳   | بانک کشاورزی      | ۵۴   | توسعه فردا           | ۷۵   | مبین سرمایه            |
| ۱۳   | اطمینان سهم            | ۳۴   | بانک مسکن         | ۵۵   | توسعه کشاورزی        | ۷۶   | مدبر آسیا              |
| ۱۴   | اقتصاد بیدار           | ۳۵   | بانک ملت          | ۵۶   | حافظ                 | ۷۷   | مشاوران سهام           |
| ۱۵   | امین آوید              | ۳۶   | بانک ملی          | ۵۷   | خبرگان سهام          | ۷۸   | مفید                   |
| ۱۶   | امین سهم               | ۳۷   | باهنر             | ۵۸   | راهنمای سرمایه‌گذاران | ۷۹   | ملل پویا               |
| ۱۷   | ایساتیس پویا           | ۳۸   | برهان سهند        | ۵۹   | رضوی                 | ۸۰   | مهرآفرین               |
| ۱۸   | بازار سهام             | ۳۹   | بورس ابراز        | ۶۰   | سپهر باستان          | ۸۱   | نماد شاهدان            |
| ۱۹   | بانک آینده             | ۴۰   | بورس بیمه ایران   | ۶۱   | ستاره جنوب           | ۸۲   | نواندیشان بازار سرمایه |
| ۲۰   | بانک اقتصاد نوین       | ۴۱   | بورسیران          | ۶۲   | سرمایه و دانش        | ۸۳   | نهایت نگر              |
| ۲۱   | بانک انصار             | ۴۲   | بهمن              | ۶۳   | سهام پژوهان شایان    | 84   | کاریزما                |

## جستارهای مرتبط
- پایگاه اطلاع‌رسانی بازار سرمایه ایران[۱۱]
- شرکت بورس اوراق بهادار تهران[۱۲]
- شرکت فرابورس ایران[۱۳]
- شرکت سپرده‌گذاری مرکزی اوراق بهادار و تسویه وجوه[۱۴]
- شرکت مدیریت فناوری بورس تهران[۱۵]
- شرکت اطلاع‌رسانی و خدمات بورس[۱۶]
- سایت کدال[۱۷]
- کانون کارگزاران بورس و اوراق بهادار[۱۸]
- فروشگاه اینترنتی محصولات آموزشی بازار سرمایه[۱۹]
- نرم‌افزار بورس همراه[۲۰]
- تالار مجازی بورس ایران[۲۱]
- بورس کالا
- بورس اوراق بهادار
- شرکت کارگزاری بورس
- اس اند پی ۵۰۰
- شرکت سهامی
- نرخ بازده